# Onthophagus alexeevi
Onthophagus alexeevi é uma espécie de inseto do género Onthophagus da família Scarabaeidae da ordem Coleoptera.

## História
Foi descrita cientificamente pela primeira vez no ano 2010 por Tarasov, Krikken & Huijbregts.